# 志摩平定
志摩平定，是日本戰國時代時，織田信長在永祿12年（1569年）攻打北畠家同時，由家臣九鬼嘉隆進攻志摩國的戰事，九鬼嘉隆順利使當地豪族臣服，成功佔領志摩國。

## 背景
九鬼家本為志摩國英虞郡波切村的豪族，在三代當主九鬼隆次時勢力還擴及志摩國的答志郡賀茂鄉，四代當主九鬼泰隆時為伊勢國司北畠氏效力，因戰功進一步增加封地。但在五代當主九鬼淨隆繼位後，志摩七島的其他豪族獲得伊勢國司北畠具教支援後，揮軍攻打九鬼家的田城、波切城，結果九鬼淨隆在陣中病故，淨隆胞弟九鬼嘉隆見戰事不利難再防禦，遂帶同淨隆之子九鬼澄隆逃出領地，遁往朝熊山。
《志陽略誌》則敘述，志摩七島的各家豪族本有盟約，但九鬼嘉隆善於水戰，誇示武威而輕蔑盟約，所以其他豪族方聯合襲擊九鬼家。
九鬼嘉隆逃出志摩後，走水路流亡至伊勢國安濃津躲藏，後依賴織田家臣瀧川一益投往尾張國出仕織田信長。

## 戰況
永祿12年（1569年）秋季時，織田信長順利護送足利義昭上洛繼承將軍之位後，著力擴張在伊勢的版圖，揮師攻打南伊勢的國司北畠氏，九鬼嘉隆也奉命率領水軍參戰攻陷松崎城、大淀城。
九鬼嘉隆在織田信長包圍北畠氏居城大河內城時，率領水軍南下攻擊志摩國，從答志郡攻入掠取磯邊七郷及賀茂五郷，挾織田家的軍威，志摩豪族鳥羽城主鳥羽宗忠率先投降，九鬼嘉隆隨後領200餘騎乘五六艘軍船經水陸兩路並進前往攻打浦城，城主和田大學助腹背受敵下不敵九鬼嘉隆的攻勢而戰敗自盡，安樂島城主安樂左門自知並非九鬼嘉隆的敵手而主動出降，九鬼嘉隆隨後又攻打小濱城，鳥羽宗忠也在小濱城週邊的農田以火矢放火，城主小濱景隆難敵九鬼軍的攻勢，經水路逃向三河，千賀城主千賀志摩守也不敵九鬼嘉隆，逃離志摩後投奔尾張。
為了對抗九鬼嘉隆的侵攻，越賀城主越賀隼人聯合國府城主三浦新助、和具城主青山豐前、甲賀城主武田左馬介一同抵禦，募集兵糧數千石跟300餘騎試圖對抗九鬼嘉隆，但歷經三年的抗戰後，兵馬疲憊的越賀隼人、青山豐前雙雙投降九鬼嘉隆。而相差城主伊藤兵部、濱島城主小野田筑後亦相繼臣從九鬼家，國府城主三浦新助在九鬼嘉隆的攻擊下也棄城逃往美濃，甲賀城主武田左馬介也戰敗逃往尾張。
織田信長為獎賞九鬼嘉隆的戰功，便讓他統領他攻下的志摩一國，而九鬼嘉隆見志摩豪族中的鳥羽宗忠並無嗣子，便迎娶其女為妻，順勢繼承了鳥羽家的領地，興建鳥羽城為居城。而織田信長也命令九鬼嘉隆作為次子織田信雄的与力，並加封他為大隅守。